# Nesiana versicolor
Nesiana versicolor är en insektsart som beskrevs av William Lucas Distant 1906. Nesiana versicolor ingår i släktet Nesiana och familjen Eurybrachidae. Inga underarter finns listade i Catalogue of Life.